# Кайгородов, Алексей Иванович
Алексей Иванович Кайгородов (бел. Аляксей Іванавіч Кайгародаў; 1881—1951) — советский и белорусский учёный и педагог в области климатологии и геофизики, доктор физико-математических наук (1934), профессор (1949), академик АН Белорусской ССР (1947; член-корреспондент с 1936). Член ЦИК Белорусской ССР (1924—1926) и Президиума АН Белорусской ССР (1936—1938).

## Биография
Родился 14 ноября 1881 года в Новгороде.
С 1903 по 1908 год обучался на естественнонаучном отделении физико-математического факультета Императорского Санкт-Петербургского университета. С 1908 по 1912 год на педагогической работе в Петроградских гимназиях в качестве преподавателя математики и физики, одновременно с этим на научной работе в Петербургском университете в качестве научного сотрудника лаборатории физической химии. С 1914 года на научной работе в Главной физической обсерватории в качестве физика-метеоролога.
С 1919 года на педагогической работе в Белорусской сельскохозяйственной академии в качестве заведующего кафедрой метеорологии и климатологии. С 1930 года на научно-исследовательской работе в Минской геофизической обсерватории в качестве директора, одновременно с 1932 по 1938 год являлся учёным специалистом Физико-технического института АН Белорусской ССР, а с 1936 по 1938 год являлся — членом Президиума АН Белорусской ССР.
С 1938 по 1941 год на научной работе в Главном управлении Гидрометеорологической службы при Совете Народных Комиссаров СССР. С 1941 по 1944 год на педагогической работе в Московском гидрометеорологическом институте в качестве заведующего кафедрой. С 1945 по 1951 год на педагогической работе в Московском областном педагогическом институте в качестве заведующего кафедрой физической географии.

### Научно-педагогическая деятельность и вклад в науку
Основная научно-педагогическая деятельность А. И. Кайгородова была связана с вопросами в области экспериментальной геофизики, климатологии и метеорологии, занимался исследованиями в области исследования сельскохозяйственной метеорологии, микроклимата и климата в Белорусской ССР. Под его руководством была дана классификация климатов земного шара и были разработаны рекомендации сроков сельскохозяйственных работ для Белорусской ССР. В 1912 году за исследования в области химии кислот был избран членом Русского физико-химического общества. С 1924 по 1926 год помимо научно-педагогической работы занимался и общественно-политической работой в качестве члена ЦИК Белорусской ССР.
В 1961 году защитил кандидатскую диссертацию по теме: «Разложения по собственным функциям некоторых задач для дифференциальных уравнений с запаздывающим аргументом», в 1934 году защитил докторскую диссертацию на соискание учёной степени доктор физико-математических наук по теме: «Задача Коши для слабо гиперболических уравнений». В 1949 году ВАК СССР ему было присвоено учёное звание профессор. В 1936 году он был избран член-корреспондентом а в 1947 году — действительным членом АН Белорусской ССР. А. И. Кайгородовом было написано более пятидесяти научных работ в том числе пяти монографий.
Скончался 27 сентября 1951 года в Москве.

## Основные труды
- Практическая метеорология : Краткое руководство к производству и обработке метеорологических наблюдений / А. И. Кайгородов, проф. — Горки БССР: Горецкий с.-х. инст., 1923. — 141 с.
- Климатический очерк Смоленской губернии : С прил. табл. климатологич. картограмм / А. И. Кайгородов, проф. Белорус. гос. с.-х. акад. Смоленск. губ. стат. бюро. — Смоленск : Б. и., 1925. — 48 с.
- Практическая метеорология: Руководство к пользованию метеорологическими приборами, обработке наблюдений и применению их к целям климатографии. — 2-е изд., испр. и доп. — Горки : Белорус. акад. С.Х., 1927. — 158 с.
- Астрономические основы исчисления времени и солнечной географии : Метод. пособие для студентов-заочников пед. и учительских ин-тов / А. И. Кайгородов ; Гл. упр. высш. учеб. заведений М-ва просвещения РСФСР. Науч.-метод. кабинет по заоч. обучению учителей. — Москва : Учпедгиз, 1949. — 80 с.
- Естественная зональная классификация климатов земного шара / А. И. Кайгородов, действ. чл. Акад. наук Белорус. ССР ; Акад. наук СССР. Ин-т географии Акад. наук БССР. Ин-т соц. сельского хозяйства. — Москва : Изд-во Акад. наук СССР, 1955. — 119 с[5]